# You're the Voice
«You're the Voice» es una canción escrita por Andy Qunta, Keith Reid, Maggie Ryder y Chris Thompson e interpretada por John Farnham, quien la grabó en su álbum "Whispering Jack" lanzado en 1986. Reid, quien escribió la letra, le dijo a Songfacts: "En cierta manera es una canción en contra de la guerra, pero se trataba más de algo como 'haz escuchar tu voz', despiértate con tu propio poder".
La canción fue galardonada con el ARIA Award en 1986 como sencillo del año y fue uno de los más grandes hits del año en Australia, alcanzando la cima de las listas de sencillos durante varias semanas. Es también uno de los más grandes éxitos internacionales de Farnham, alcanzando el top 10 de ventas en muchos países europeos, aunque su éxito en Estados Unidos fue relativamente moderado. 
BMG/RCA hizo el relanzamiento de la canción en Estados Unidos en febrero de 1990, después de que Farnham estuvo en las listas de música adulta contemporánea con el sencillo "Two Strong Hearts". Permaneció ocho semanas en las listas alcanzando solamente el puesto 82.

## Posicionamiento en listas
| Listas (1986–1987, 1990)              | Máxima posición |
| ------------------------------------- | --------------- |
| Alemania (Offizielle Deutsche Charts) | 1               |
| Australia (Kent Music Report)         | 1               |
| Austria (Ö3 Austria Top 40)           | 6               |
| Bélgica (Flandes) (Ultratop 50)       | 20              |
| Canadá (RPM Top Singles)              | 12              |
| Dinamarca (Hitlisten)                 | 9               |
| Estados Unidos (Billboard Hot 100)    | 82              |
| Europa (Eurochart Hot 100)            | 9               |
| Irlanda (IRMA)                        | 3               |
| Nueva Zelanda (Recorded Music NZ)     | 13              |
| Países Bajos (Dutch Top 40)           | 15              |
| Reino Unido (Official Charts Company) | 6               |
| Suecia (Sverigetopplistan)            | 1               |
| Suiza (Schweizer Hitparade)           | 3               |

## Otras versiones
Los siguientes artistas hicieron otras versiones de la canción:
- Scott Grimes, en 1989 en su álbum "Scott Grimes".
- David Foster con el vocalista Jeff Pescetto en su álbum de 1990 "River of Love".
- Brenda Cochrane en su segundo álbum "The Voice", el cual obtuvo disco de oro en 1990.
- Heart en su álbum en vivo "Rock the House Live!" de 1991. También lo lanzaron como sencillo alcanzando el puesto #20 en "US Billboard Mainstream Rock Tracks", lista Billboard en Estados Unidos y el puesto #56 en las listas del Reino Unido. La canción aparece en sus álbumes recopilatorios "Greatest Hits: 1985-1995", de 1995(versión en estudio) y "The Essential Heart" de 2002 (versión en vivo).
- La banda de pop inglesa Bucks Fizz en su álbum "Live at Fairfield Halls" de 1991.
- El músico griego Lavrentis Machairitsas en su álbum de 1994 "Throw Red ad the Night".
- Rebecca St. James en 1996, en su álbum "God".
- Alan Parsons en su álbum de 1996 "The Very Best Live" como una versión de estudio inédita que le dio la oportunidad de grabar la canción como vocalista principal a Chris Thompson, coautor del tema.
- John Berry en su álbum de 1999 "Wildest Dreams".
- El grupo vocal británico G4 en su álbum del 2004 "G4 & Friends".
- Guy Sebastian, ganador de la primera temporada de Australian Idol, on 5 de octubre de 2003, durante la semana de canciones hechas en Australia.
- KT Tunstall en el show "ITV's Guilty Pleasures" en marzo del 2008.[17]
- Kate Miller-Heidke en su edición especial del CD/DVD de su álbum debut "Little Eve" hecha en 2008.
- Loreen, la cantante sueca ganadora de Eurovision 2012, interpretó una versión de la canción en kväll för vår planet en 2021.
- El concursante de la séptima temporada de American Idol David Archuleta.
- La banda argentina de rock progresivo Eidyllion en su álbum "Secretos".
- La banda británica Coldplay intermpretó la canción con John Farnham en el concierto "Victorian Bushfire Relief" el 14 de marzo de 2009 en Sídney, Australia.
- Blind Guardian en junio de 2010 incluyó la canción en su nuevo sencillo "A Voice In The Dark"[18]
- Es una de las versiones recogidas en el álbum Heavy Rock Radio en solitario del  artista noruego Jørn Lande, décimo séptimo trabajo en solitario como Jorn.